# Bindu (sanskrit)
Pour les articles homonymes, voir Bindu.
Bindu (devanāgarī : बिन्दु) est un terme sanskrit qui signifie « goutte », « point » ou encore « signe sur le visage ».

## Bindudans l'hindouisme

Bindu visarga est en relation avec sahasrara et ajna.

Bindu chakra ou bindu visarga fait partie des chakras majeurs pour certains dans l'hindouisme et le yoga. Certaines écoles, certains monastères relayent bindu en chakra secondaire.

### Hatha-yoga
Dans le chapitre III de la Haṭhayogapradīpikā, on peut lire : « Si un yogin a scellé par la khecarī mudrā (en) l'ouverture placée vers le haut derrière la luette, son bindu ne s'écoule pas, même s'il est étreint par une jeune femme pleine de désir ». 
Selon Tara Michaël : « Le bindu ou énergie créatrice réside dans le centre supérieur de la tête, le sahasrāra-cakra. Ce bindu est appelé bindu suprême (para-bindu) ou bindu causal (kāraṇa-bindu) pour le distinguer du bindu qui est la semence (bīja), aboutissement du développement de la manifestation. En effet sous l'influence de la volonté sexuelle, le bindu descend dans le mūlādhāra-cakra et s'élabore dans les organes sexuels sous la forme du sperme (śukra) qui est sa manifestation grossière (sthūla) ».   

## Bindudans leLivre des morts tibétain
Les "gouttes essentielles" (skr. bindu, tib. thig le) sont une énergie subtile. L'une, appelée "sang" (skr. rakta), est rouge, féminine, en lien avec l'ombilic ; l'autre, appelée "immortalité", "ambroisie" (skr. amrita), est blanche, masculine, en lien avec la tête.
Premièrement, le Livre des morts tibétain en parle à propos de la conception dans un fameux passage où Carl Gustav Jung a retrouvé le complexe d'Oedipe : "Si tu es pour renaître mâle, l'apparence du mâle surgissant, une forte colère à l'égard du père naîtra en toi, tandis qu'à la vue de la mère naîtront convoitise et désir concupiscent. Si tu es pour renaître femelle, l'apparence de ta propre mère émergeant, naîtront avec force jalousie et envie, tandis qu'à la vue du père naîtront avec désir concupiscent et affection. Du fait de ces conditions, tu emprunteras le chemin de la matrice, et là même où se rencontrent les gouttes essentielles blanche et rouge, ta conscience, éprouvant simultanément une expérience de joie, s'évanouira dans cet état agréable."
Deuxièmement, les gouttes interviennent lors du bardo du moment de la mort. "Ensuite, le sang du corps s'étant rassemblé, la première goutte de sang entre dans le canal vital (du cœur), tandis que la bouche et les yeux pâlissent. "Amritâ [ambroisie] rouge, qui tient un lotus ; Candrâ blanche, qui tient un vajra.". Le souffle externe mesure environ une coudée. Puis la seconde goutte de sang chute et la tête s'affaisse. Le souffle mesure une longueur de flèche. Alors, la troisième goutte de sang chute, et le souffle qui produit le son ik mesure une brasse. Ensuite la respiration externe cesse, et l'on demeure la conscience évanouie au milieu du cœur.". 
Troisièmement, les gouttes jouent un rôle dans la méditation tantrique. "Tu obtiens l'auto-initiation des gouttes essentielles : puisses-tu atteindre sans entraves le but de la grande félicité !".

## Bindudans la grammaire du sanskrit
Dans la grammaire du sanskrit, le bindu est le signe de l'anusvāra qui est un phonème de nasalisation. Ce signe consiste en un point placé au-dessus d'une syllabe écrite en devanāgarī.

## Sources
- Padmasambhava, Philippe Cornu (traduction) et Matthieu Ricard (préface), Le livre des morts tibétain, Paris, Pocket, 2011, 1056 p. (EAN 978-2266205269) . Consulté le 14 novembre 2020.
- Svātmārāma, Tara Michaël (traduction) et Jean Filliozat (préface), Haṭha-yoga pradīpikā, Paris, Fayard, 1974, 308 p. (ISBN 978-2-213-00142-5) . Consulté le  14 novembre 2020.